# 达尔沃哈
达尔沃哈（Darwha），是印度马哈拉施特拉邦Yavatmal县的一个城镇。总人口23360（2001年）。

## 人口
该地2001年总人口23360人，其中男性12114人，女性11246人；0—6岁人口3022人，其中男1567人，女1455人；识字率79.63%，其中男性为83.38%，女性为75.58%。